# Liga a II-a
Liga a II-a, cunoscută și sub numele de Liga 2, este o competiție profesionistă pentru cluburi de fotbal, localizată în al doilea eșalon al sistemului de ligi ale fotbalului românesc. A fost fondată în anul 1934, iar până în sezonul 2006-2007 a fost cunoscută sub numele de Divizia B (succedând după Divizia Națională și Divizia A), dar și-a schimbat numele din cauza descoperirii că marca fusese deja înregistrată. În prezent poartă denumirea oficială de Liga 2 Casa Pariurilor din motive de sponsorizare.
Începând cu sezonul 2020-2021, campionatul este format dintr-o singură serie cu 20 de echipe. Echipele joacă câte 19 de meciuri în sezonul regular (echipele se întâlnesc doar o dată între ele), înainte de a intra în play-off-ul pentru promovare sau în play-out-ul pentru retrogradare în funcție de pozițiile lor în clasamentul sezonului regular.
Din sezonul 2024-2025, Liga a II-a urmează să aibă în componență 22 de echipe, conform deciziei FRF.

## Format

### Serii multiple (1934-2015)
De la înființarea sa în 1934, Liga a II-a avut între 2 și 9 serii paralele, cluburile fiind împărțite pe baza unui criteriu geografic pentru a evita călătoriile lungi și costisitoare.
În general, Seria I conține echipe din est, în timp ce Seria a II-a conține echipele din vest, deși cluburile din apropierea centrului țării au voie să aleagă în ce serie vor concura.
Primele șase echipe din fiecare serie vor juca un play-off pentru promovarea în SuperLiga României. Echipele clasate pe locurile 7-12 vor juca într-un play-out de retrogradare. Ultimele două echipe vor retrograda în Liga a III-a. Prima echipă din fiecare serie va promova la sfârșitul sezonului în SuperLiga României iar echipele plasate pe locul 12 vor juca un alt meci pentru a decide cine este a 5-a echipă care va retrograda în Liga III.
Până în sezonul 2012-13, Liga a II-a avea 2 serii a câte 16 echipe fiecare. La sfârșitul sezoanelor 2012–13 și 2013–14, ultimele cinci echipe au retrogradat.

### O singură serie
Începând cu sezonul 2016–17, Liga a II-a are o singură serie cu 20 de echipe, aceasta transformându-se dintr-o competiție regională într-una profesionistă națională. Primele două echipe promovează în SuperLiga României, iar echipa de pe locul 3 joacă un baraj de promovare/menținere cu echipa de pe locul 12 din SuperLiga României. Ultimele 5 echipe retrogradează în Liga a III-a.
În sezonul 2020-21, campionatul conține 21 de echipe. Primele 6 echipe joacă un play-off de promovare în SuperLiga României, iar restul de echipe participă într-un play-out de retrogradare împărțit în două grupe. Primele două echipe din play-off promovează, iar următoarele două joacă un baraj de promovare/menținere cu două echipe din SuperLiga României. Ultimele două echipe din fiecare grupă de play-out retrogradează în Liga a III-a, iar ocupantele locurilor 5 din cele două grupe joacă un baraj de menținere.
Pentru a crește numărul formațiilor din Liga 2 de la 20 la 22 din sezonul 2024-2025, FRF a hotărât să urce din Liga 3 încă o echipă pe lângă cele cinci care vor câștiga barajul de promovare, dar și să elimine dubla play-out-ului diviziei secunde din sezonul 2023-2024, pentru menținerea în Liga 2.

## Campioanele pe sezoane

### Câștigătoarele seriilor Diviziei B: 1934 - 1941
- 1934-1935 Maccabi București, Jiul Petroșani, Phoenix Baia Mare, SG Sibiu, Dacia Unirea Brăila
- 1935-1936 Victoria Constanța, ILSA Timișoara, Phoenix Baia Mare, IAR Brașov, Franco-Română Brăila
- 1936-1937 Sportul Studențesc București, Phoenix Baia Mare
- 1937-1938 Tricolor CFPV Ploiești, UD Reșița
- 1938-1939 Unirea Tricolor București, Gloria CFR Galați, CAM Timișoara, Mureșul Târgu Mureș
- 1939-1940 FC Ploiești, Mica Brad, Crișana Oradea, Franco-Română Brăila
- 1940-1941 CFR Turnu Severin, Jiul Petroșani, Juventus București

### Câștigătoarele seriilor Cupei Eroilor: 1941 - 1944
- 1941-1942(neoficial)	Rapid București, Astra Română Moreni, Gloria CFR Galați, FC Craiova, Mica Brad, UD Reșița, Jiul Petroșani, Arieșul Turda, Universitatea Cluj-Sibiu, ACFR Brașov
- 1942-1943(neoficial)	Uzinele și Domeniile Reșița, Uzinele Metalurgice Cugir, Uzinele Astra Brașov
- 1943-1944(neoficial)	Crișana C.F.R. Arad, Minerul Lupeni, Arsenal Sibiu, F.C. Brăila

### Câștigătoarele seriilor Diviziei B: 1946 - 1956
- 1946-1947 Unirea Tricolor București, FC Ploiești, Dermata Cluj
- 1947-1948 Desrobirea Constanța, Metalochimic București, Politehnica Timișoara, Phoenix Baia Mare
- 1948-1949 CFR Sibiu, Dinamo B București
- 1950 Dinamo Brașov, Știința Cluj
- 1951 CA Câmpulung Moldovenesc, Metalul Câmpia Turzii
- 1952 Locomotiva Grivița Roșie București, Știința Timișoara
- 1953 Flacăra Ploiești, Metalul Hunedoara
- 1954 Progresul București, Avântul Reghin, Locomotiva Constanța
- 1955 Locomotiva București, Progresul Oradea, Dinamo Bacău
- 1956 Recolta Târgu Mureș, Energia Steagul Roșu Brașov

### Turneul Tranzițional - Cupa Primăverii: 1957
- 1957 (neoficial) Progresul Sibiu, Energia Câmpia-Turzii, Știința Iași, Locomotiva Gara de Nord București

### Câștigătoarele seriilor Diviziei B: 1957 - 1992
- 1957-1958 Știința Cluj, Farul Constanța
- 1958-1959 Minerul Lupeni, Tarom București
- 1959-1960 CSMS Iași, Știința Timișoara, Corvinul Hunedoara
- 1960-1961 Metalul Târgoviște, Dinamo Pitești, Jiul Petroșani
- 1961-1962 CSMS Iași, Farul Constanța, Crișana Oradea
- 1962-1963 Siderurgistul Galați, Dinamo Pitești, Crișul Oradea
- 1963-1964 Știința Craiova, Minerul Baia Mare
- 1964-1965 Siderurgistul Galați, Știința Timișoara
- 1965-1966 Progresul București, Jiul Țânțăreni
- 1966-1967 Dinamo Bacău, ASA Târgu Mureș
- 1967-1968 Politehnica Iași, Vagonul Arad
- 1968-1969 Steagul Roșu Brașov, CFR Cluj
- 1969-1970 Progresul București, CFR Timișoara
- 1970-1971 ASA Târgu Mureș, Crișul Oradea
- 1971-1972 Sportul Studențesc, CSM Reșița
- 1972-1973 Politehnica Iași, Politehnica Timișoara
- 1973-1974 FCM Galați, Chimia Râmnicu Vâlcea, Olimpia Satu Mare
- 1974-1975 SC Bacău, Rapid București, FC Bihor
- 1975-1976 FCM Galați, Progresul București, Corvinul Hunedoara
- 1976-1977 Petrolul Ploiești, CS Târgoviște, Olimpia Satu Mare
- 1977-1978 Gloria Buzău, Chimia Râmnicu Vâlcea, FC Baia Mare
- 1978-1979 FCM Galați, Viitorul Scornicești, Universitatea Cluj
- 1979-1980 FCM Brașov, Progresul București, Corvinul Hunedoara
- 1980-1981 FC Constanța, CS Târgoviște, UTA Arad
- 1981-1982 Politehnica Iași, Petrolul Ploiești, FC Bihor
- 1982-1983 Dunărea Galați, Rapid București, FC Baia Mare
- 1983-1984 Gloria Buzău, FCM Brașov, Politehnica Timișoara
- 1984-1985 Petrolul Ploiești, Victoria București, Universitatea Cluj
- 1985-1986 Oțelul Galați, Flacăra Moreni, Jiul Petroșani
- 1986-1987 CSM Suceava, ASA Târgu Mureș, Politehnica Timișoara
- 1987-1988 Farul Constanța, Inter Sibiu, FC Bihor
- 1988-1989 Petrolul Ploiești, Jiul Petroșani, Politehnica Timișoara
- 1989-1990 Progresul Brăila, Rapid București, Gloria Bistrița
- 1990-1991 Oțelul Galați, Electroputere Craiova, ASA Târgu Mureș
- 1991-1992 Progresul București, CSM Reșița, Universitatea Cluj

### Câștigătoarele seriilor Diviziei A: 1992 - 1997
- 1992-1993 Ceahlăul Piatra Neamț, UT Arad
- 1993-1994 FC Argeș Dacia Pitești, FC Maramureș
- 1994-1995 FC Selena Bacău, Politehnica Timișoara
- 1995-1996 Oțelul "U" Târgoviște, Jiul Petroșani
- 1996-1997 Foresta Fălticeni, CSM Reșița

### Câștigătoarele seriilor Diviziei B: 1997 - 2006
- 1997-1998 Astra Ploiești, Olimpia Satu Mare
- 1998-1999 FC Brașov, Extensiv Craiova
- 1999-2000 Foresta Suceava, Gaz Metan Mediaș
- 2000-2001 Sportul Studențesc București, UM Timișoara
- 2001-2002 AEK București, UT Arad
- 2002-2003 Petrolul Ploiești, Apulum Alba-Iulia
- 2003-2004 Politehnica Iași, Sportul Studențesc, CFR Cluj
- 2004-2005 FC Vaslui, Pandurii Târgu Jiu, Jiul Petroșani
- 2005-2006 Ceahlăul Piatra Neamț, Universitatea Craiova, UTA Arad

### Câștigătoarele seriilor Ligii a II-a: 2006 - 2016
- 2006-2007 Delta Tulcea, U Cluj
- 2007-2008 FC Brașov, FC Argeș
- 2008-2009 Ceahlăul Piatra Neamț, Unirea Alba Iulia
- 2009-2010 FC Victoria Brănești, FCM Târgu Mureș
- 2010-2011 Ceahlăul Piatra Neamț, Petrolul Ploiești
- 2011-2012 FC Viitorul Constanța, Gloria Bistrița
- 2012-2013 FC Botoșani, Corona Brașov
- 2013-2014 CSMS Iași, CS Universitatea Craiova
- 2014-2015 FC Voluntari, ACS Poli Timișoara
- 2015-2016 FC Rapid București, Gaz Metan Mediaș

### Câștigătoarele unicei serii a Ligii a II-a: 2016-prezent
- 2016-2017 CS Juventus București
- 2017-2018 FC Dunărea Călărași
- 2018-2019 FC Chindia Târgoviște
- 2019-2020 UTA Arad
- 2020-2021 FC U Craiova 1948
- 2021-2022 Petrolul Ploiești
- 2022-2023 FC Politehnica Iași
- 2023-2024 AFC Unirea Slobozia
- 2024-2025 Csíkszereda Miercurea Ciuc

## Clasamentul all-time al câștigătoarelor
Clasamentul actualizat la sfârșitul sezonului 2023-24.
| Poz | Echipa*                    | Titluri | Anii                                                                                  | Alte nume*                                                           |
| --- | -------------------------- | ------- | ------------------------------------------------------------------------------------- | -------------------------------------------------------------------- |
| 1   | Poli Timișoara             | 10      | 1947–48, 1952, 1959–60, 1964–65, 1972–73, 1983–84, 1986–87, 1988–89, 1994–95, 2011–12 | Știința Timișoara                                                    |
| 2   | Jiul Petroșani             | 8       | 1934–35, 1940–41, 1960–61, 1965–66, 1985–86, 1988–89, 1995–96, 2004–05                | UCAS Petroșani                                                       |
| 3   | Petrolul Ploiești          | 8       | 1954, 1976-77, 1981-82, 1984-85, 1988-89, 2002-03, 2010-11, 2021-22                   | Flacăra Ploiești                                                     |
| 4   | FC Baia Mare               | 8       | 1934–35, 1935–36, 1936-37, 1947–48, 1963–1964, 1977–78, 1982–1983, 1993–1994          | Fotbal Club Baia Mare, Club Sportiv Baia Mare, Phoenix Baia Mare.    |
| 5   | Progresul                  | 6       | 1954, 1965–66, 1969–70, 1975–76, 1979–80, 1991–92                                     | Progresul București                                                  |
| 6   | Politehnica Iași (1945)    | 6       | 1959–60, 1961–62, 1967–68, 1972–73, 1981–82, 2003–04                                  | CSMS Iași                                                            |
| 7   | Universitatea Cluj         | 6       | 1950, 1957–58, 1978–79, 1984–85, 1991–92, 2006–07                                     | Știința Cluj                                                         |
| 8   | FC Brașov                  | 6       | 1956-57, 1968-69, 1979-80, 1983-84, 1998-99, 2007-08                                  | Energia Steagul Roșu Brașov, FCM Brașov                              |
| 9   | Rapid București            | 6       | 1952, 1955, 1975, 1983, 1990, 2016                                                    | Locomotiva Grivița Roșie București                                   |
| 10  | FC Bihor                   | 5       | 1962-1963, 1970-1971, 1974-1975, 1981-1982, 1987-1988                                 | Crișul Oradea                                                        |
| 11  | Farul                      | 5       | 1954, 1957–58, 1961–62, 1980–81, 1987–88                                              | FC Constanța                                                         |
| 12  | Unirea Tricolor București  | 4       | 1938–39, 1946–47, 1948–49, 1950                                                       | Dinamo B București, Dinamo Brașov, Dinamo Cluj, Dinamo Bacău         |
| 13  | Dunărea Galați             | 4       | 1973–74, 1975–76, 1978–79, 1982–83                                                    | FCM Dunărea Galați                                                   |
| 14  | ASA Tîrgu Mureș            | 4       | 1966–67, 1970–71, 1986–87, 1990–91                                                    | ASA Electromureș Târgu Mureș                                         |
| 15  | FCM Bacău                  | 4       | 1955, 1966–67, 1974–75, 1994–95                                                       | SC Bacău, FC Constar Bacău, FC Selena Bacău                          |
| 16  | FCM Târgoviște             | 4       | 1960–1961, 1976–1977, 1980-1981, 1995-1996                                            | Metalul Târgoviște, CS Târgoviște, Chindia Târgoviște(fără legătură) |
| 17  | CSM Reșița                 | 4       | 1937–38, 1971–72, 1991–92, 1996–97                                                    | UD Reșița                                                            |
| 18  | Sportul Studențesc         | 4       | 1936-37, 1971-72, 2000-01, 2003-04                                                    |                                                                      |
| 19  | Argeș Pitești              | 4       | 1960–61, 1962–63, 1993-1994, 2007-2008                                                | Dinamo Pitești, FC Argeș Dacia Pitești                               |
| 20  | Ceahlăul                   | 4       | 1992–93, 2005–06, 2008–09, 2010–11                                                    |                                                                      |
| 21  | UTA Arad                   | 4       | 1980-1981, 1992-1993, 2001-2002, 2019-2020                                            |                                                                      |
| 22  | Corvinul                   | 3       | 1953 , 1959–60 , 1975–76 , 1979–80                                                    | Metalul Hunedoara                                                    |
| 23  | Dacia Unirea Brăila        | 3       | 1934-35, 1943-44, 1989-90                                                             | Progresul Brăila                                                     |
| 24  | Olimpia Satu Mare          | 3       | 1973-1974, 1976-1977, 1997-1998                                                       |                                                                      |
| 25  | FC Ploiești                | 2       | 1937-1938, 1939–40                                                                    | Tricolor CFPV Ploiești                                               |
| 26  | Franco-Română Brăila       | 2       | 1935–36, 1939–40                                                                      |                                                                      |
| 27  | CA Oradea                  | 2       | 1955, 1961–62                                                                         | Progresul Oradea, Crișana Oradea                                     |
| 28  | Siderurgistul              | 2       | 1962–63, 1964–65                                                                      |                                                                      |
| 29  | Chimia R Vâlcea            | 2       | 1973–74 , 1977–78                                                                     |                                                                      |
| 30  | Gloria Buzău               | 2       | 1977-78, 1983-84                                                                      | CSM Buzău                                                            |
| 31  | Oțelul Galați              | 2       | 1985–86, 1990–91                                                                      |                                                                      |
| 32  | Electroputere Craiova      | 2       | 1990–91, 1998–99                                                                      | Extensiv Craiova                                                     |
| 33  | Foresta Fălticeni          | 2       | 1996–97, 1999–00                                                                      | FC Foresta Suceava                                                   |
| 34  | CFR Cluj                   | 2       | 1968-1969, 2003-2004                                                                  | CFR Ecomax Cluj                                                      |
| 35  | Unirea Alba Iulia          | 2       | 2002-2003, 2008-2009                                                                  | Apullum Alba Iulia                                                   |
| 36  | Gaz Metan                  | 2       | 1999–2000, 2015–16                                                                    |                                                                      |
| 37  | Politehnica Iași (2010)    | 2       | 2013–14, 2022-2023                                                                    | CSMS Iași                                                            |
| 38  | Maccabi București          | 1       | 1934-35                                                                               | Ciocanul București, Dinamo A București                               |
| 39  | SG Sibiu                   | 1       | 1934-35                                                                               |                                                                      |
| 40  | IAR Brașov                 | 1       | 1935-1936                                                                             | Industria Aeronautică Română Brașov                                  |
| 41  | ILSA Timișoara             | 1       | 1935-1936                                                                             |                                                                      |
| 42  | Victoria Constanța         | 1       | 1935-1936                                                                             |                                                                      |
| 43  | CAM Timișoara              | 1       | 1938–39                                                                               | CA Timișoara                                                         |
| 44  | Gloria Galați              | 1       | 1938–39                                                                               |                                                                      |
| 45  | Mureșul Târgu Mureș        | 1       | 1938–39                                                                               |                                                                      |
| 46  | Crișana Oradea             | 1       | 1939–40                                                                               |                                                                      |
| 47  | Aurul Brad                 | 1       | 1939–40                                                                               | Aurul Brad                                                           |
| 48  | Turnu Severin              | 1       | 1940–1941                                                                             |                                                                      |
| 49  | Desrobirea                 | 1       | 1946–47                                                                               |                                                                      |
| 50  | Dermata Cluj               | 1       | 1946–47                                                                               |                                                                      |
| 51  | Metalochimic București     | 1       | 1947–48                                                                               | Metalochimic București                                               |
| 52  | Șoimii Sibiu               | 1       | 1948–49                                                                               | Șoimii Sibiu                                                         |
| 53  | CA Cîmpulung Moldovenesc   | 1       | 1951                                                                                  |                                                                      |
| 54  | Câmpia Turzii              | 1       | 1951                                                                                  | Industria Sârmei Câmpia Turzii                                       |
| 55  | Avântul Reghin             | 1       | 1954                                                                                  |                                                                      |
| 56  | CS Târgu Mureș             | 1       | 1956                                                                                  | Recolta Târgu Mureș                                                  |
| 57  | Minerul Lupeni             | 1       | 1958-59                                                                               |                                                                      |
| 58  | Tarom București            | 1       | 1958 - 1959                                                                           | Șoimii Tarom București                                               |
| 59  | U Craiova (1948)           | 1       | 1963-64                                                                               | Știința Craiova                                                      |
| 60  | Jiul Țânțăreni             | 1       | 1965-1966                                                                             |                                                                      |
| 61  | Vagonul Arad               | 1       | 1967–68                                                                               | AMEFA (Asociația Muncitorilor pentru Educație Fizică Arad)           |
| 62  | CFR Timișoara              | 1       | 1969-1970                                                                             |                                                                      |
| 63  | Scornicești                | 1       | 1978–79                                                                               |                                                                      |
| 64  | Victoria                   | 1       | 1984–85                                                                               |                                                                      |
| 65  | Moreni                     | 1       | 1985–86                                                                               |                                                                      |
| 66  | CSM Suceava                | 1       | 1986-1987                                                                             | Bucovina Suceava                                                     |
| 67  | Inter Sibiu                | 1       | 1987–88                                                                               |                                                                      |
| 68  | Gloria Bistrița            | 1       | 1989-1990                                                                             |                                                                      |
| 69  | Astra Giurgiu              | 1       | 1997–98                                                                               | Astra Ploiești                                                       |
| 70  | AEK București              | 1       | 2000–01                                                                               |                                                                      |
| 71  | UMT Timișoara              | 1       | 2000–01                                                                               |                                                                      |
| 72  | FC Vaslui                  | 1       | 2004–2005                                                                             |                                                                      |
| 73  | Pandurii                   | 1       | 2004–2005                                                                             |                                                                      |
| 74  | FCU Craiova (1992)         | 1       | 2005-06                                                                               |                                                                      |
| 75  | Delta Tulcea               | 1       | 2006-2007                                                                             | FC Delta Dobrogea Tulcea                                             |
| 76  | ASA Târgu Mureș (2013)     | 1       | 2009–10                                                                               | AS Ardealul Târgu Mureș                                              |
| 77  | Victoria Brănești          | 1       | 2009–10                                                                               |                                                                      |
| 78  | Viitorul Constanța         | 1       | 2011-2012                                                                             |                                                                      |
| 79  | Botoșani                   | 1       | 2012–13                                                                               |                                                                      |
| 80  | Corona Brașov              | 1       | 2012–13                                                                               |                                                                      |
| 81  | CSU Craiova(2013)          | 1       | 2013-2014                                                                             |                                                                      |
| 82  | ACS Poli                   | 1       | 2014–15                                                                               | ACS Recaș                                                            |
| 83  | Voluntari                  | 1       | 2014-2015                                                                             |                                                                      |
| 84  | Juventus București         | 1       | 2016-2017                                                                             | Daco-Getica București                                                |
| 85  | Dunărea Călărași           | 1       | 2017-2018                                                                             |                                                                      |
| 86  | Chindia                    | 1       | 2018-2019                                                                             |                                                                      |
| 87  | Unirea Slobozia            | 1       | 2023-24                                                                               |                                                                      |
| 88  | Csíkszereda Miercurea Ciuc | 1       | 2024-25                                                                               |                                                                      |

Note
- Numele avute la momentul câștigării ligii a doua.

### Orașe
| Oraș                  | Titluri | Cluburi câștigătoare |
| --------------------- | ------- | --- |
| București             | 25      | Progresul(6), Rapid(6), Unirea Tricolor(4), Sportul Studențesc(4), Maccabi(1), Faur(1), Șoimii Tarom(1), Victoria(1), AEK(1), Daco-Getica(1) |
| Timișoara             | 14      | Politehnica(10), ILSA(1), CAM(1), CFR(1), UMT(1), ACS Poli(1)                                                                                |
| Ploiești              | 10      | Petrolul(8), FC/Tricolor(2), |
| Cluj-Napoca           | 9       | Universitatea(6), CFR(2), Dermata(1) |
| Galați                | 9       | Dunărea(4), Siderurgistul(2), Oțelul(2), Gloria CFR(1)                                                                                       |
| Baia Mare             | 8       | FC Baia Mare(8) (În 1948 echipele Phoenix și Minaur au fuzionat)                                                                             |
| Brașov                | 8       | FC(6), Tractorul(1), Corona(1) |
| Constanța             | 8       | Farul(5), Victoria(1), Desrobirea(1), Viitorul(1)                                                                                            |
| Iași                  | 8       | Poli-1945(6), Poli-2010(2), |
| Oradea                | 8       | FC Bihor(5), CAO(2), Crișana(1) |
| Petroșani             | 7       | Jiul(8), |
| Târgu Mureș           | 7       | AS Armata(4), Mureșul(1), Locomotiva(1), AS Ardealul(1)                                                                                      |
| Arad                  | 5       | UTA(4), Vagonul(1) |
| Brăila                | 5       | Dacia Unirea(3), Franco-Română(2), |
| Craiova               | 5       | Electroputere(2), Universitatea 1945-91(1), FCU-1992(1), CSU-2013(1)                                                                         |
| Târgoviște            | 5       | FCM(4), Chindia(1) |
| Bacău                 | 4       | FCM(4), |
| Reșița                | 4       | CSM(1) |
| Pitești               | 4       | FC Argeș(4) |
| Piatra Neamț          | 4       | Ceahlăul(4), |
| Hunedoara             | 3       | Corvinul(3), |
| Satu Mare             | 3       | Olimpia(3), |
| Sibiu                 | 3       | Societatea Gimnastică(1), CFR(1), Inter(1)                                                                                                   |
| Râmnicu Vâlcea        | 2       | Chimia(2), |
| Buzău                 | 2       | Gloria(2), |
| Fălticeni             | 2       | Foresta(2), |
| Alba Iulia            | 2       | Unirea(2), |
| Mediaș                | 2       | Gaz Metan(2), |
| Brad                  | 1       | Mica(1), |
| Turnu Severin         | 1       | CFR(1), |
| Câmpulung Moldovenesc | 1       | Casa Armatei(1), |
| Cîmpia Turzii         | 1       | Metalul(1), |
| Reghin                | 1       | Avîntul(1), |
| Lupeni                | 1       | Minerul(1), |
| Țânțăreni             | 1       | Jiul(1), |
| Scornicești           | 1       | FC Olt(1), |
| Moreni                | 1       | Flacăra(1), |
| Suceava               | 1       | CSM Bucovina(1), |
| Bistrița              | 1       | Gloria(1), |
| Giurgiu               | 1       | Astra(1), |
| Vaslui                | 1       | FC(1), |
| Târgu Jiu             | 1       | Pandurii(1), |
| Tulcea                | 1       | Delta(1), |
| Brănești              | 1       | Victoria(1), |
| Botoșani              | 1       | FC(1), |
| Voluntari             | 1       | FC(1), |
| Călărași              | 1       | Dunărea(1), |
| Slobozia              | 1       | AFC Unirea(1) |

## Legături externe
- Site-ul FRF
- Casa Pariurilor este noul sponsor al Liga 2 Arhivat în 24 decembrie 2017, la Wayback Machine.
- FRF Stiri Liga 2 Casa Pariurilor